# Nașul: Partea a III-a
Nașul Partea a III-a (în engleză The Godfather Part III) este un film dramatic american din 1990 scris de Mario Puzo și Francis Ford Coppola și regizat de Coppola. Filmul completează povestea lui Michael Corleone, șeful mafiot care încearcă să-și țină promisiunea față de familie - aceea de a o transforma într-una complet legală. Din distribuție fac parte Al Pacino, Diane Keaton, Talia Shire, Andy Garcia dar și Eli Wallach, Joe Mantegna, George Hamilton, Bridget Fonda și Sofia Coppola. Deși a făcut parte dintr-o serie de succes, Partea a III-a a avut parte de critici împărțite. Conform comentariului lui Coppola de pe DVD, Mario Puzo ar fi vrut ca titlul celei de-a treia părți să fie Moartea lui Michael Corleone, însă Paramoint Pictures nu a acceptat acest titlu. Coppola menționează că seria Nașul constă de fapt în două filme, al treilea fiind epilogul.

## Distribuție
- Al Pacino . . . . . . Michael Corleone
- Andy Garcia . . . . . Vincent Mancini
- Diane Keaton. . . . . Kay Adams-Corleone
- Talia Shire . . . . . Constanza „Connie” Corleone
- Sofia Coppola . . . . Mary Corleone
- Eli Wallach . . . . . Don Altobello
- George Hamilton . . . B. J. Harrison
- Joe Mantegna . . . . .Joey Zasa
- Richard Briht . . . . Al Neri
- Bridget Fonda . . . . Grace Hamilton
- Raf Vallone . . . Cardinalul Lamberto/Papa Ioan Paul I
- Franc D'Ambrosio . . .Anthony Vito Corleone
- Donal Donnelly . . . .Arhiepiscopul Gilday
- Helmut Berger . . . . Frederick Keinszig
- Don Novello . . . . . Dominic Abbandando
- John Savage . . . . . Părintele Andrew Hagen
- Mario Donatone . . . .Mosca
- Vittorio Duse . . . . Don Tommasino
- Enzo Robutti . . . . .Don Licio Lucchesi
- Al Martino . . . . . .Johnny Fontane
- Mickey Knox . . . . . Johnny Parisi

## Nominalizări

### Premiul Oscar
- Premiul Oscar pentru cel mai bun actor în rol secundar - Andy Garcia
- Premiul Oscar pentru cea mai bună regie artistică - Dean Tavoularis, Gary Fettis
- Premiul Oscar pentru cea mai bună imagine - Gordon Willis
- Premiul Oscar pentru cel mai bun regizor - Francis Ford Coppola
- Premiul Oscar pentru cel mai bun montaj - Barry Malkin, Lisa Fruchtman, Walter Murch
- Premiul Oscar pentru cea mai bună melodie originală - Carmine Coppola, John Bettis cu "Promise Me You'll Remember"
- Premiul Oscar pentru cel mai bun film - Francis Ford Coppola

### Premiul Globul de Aur
- Premiul Globul de Aur pentru cel mai bun regizor - Francis Ford Coppola
- Premiul Globul de Aur pentru cel mai bun film (dramă)
- Premiul Globul de Aur pentru cea mai bună coloană sonoră - Carmine Coppola
- Premiul Globul de Aur pentru cea mai bună melodie originală - Carmine Coppola, John Bettis cu "Promise Me You'll Remember"
- Premiul Globul de Aur pentru cel mai bun actor (dramă) - Al Pacino
- Premiul Globul de Aur pentru cel mai bun actor în rol secundar - Andy Garcia
- Premiul Globul de Aur pentru cel mai bun scenariu - Francis Ford Coppola, Mario Puzo